# Яшникова, Екатерина Дмитриевна
Екатери́на Дми́триевна Я́шникова (род. 20 декабря 1992, Москва, Россия) — российская певица, музыкант, автор песен, поэтесса и видеоблогер. Стала широко известна в 2016 году после выхода видеоролика на песню «Я останусь одна (или песня сильной независимой женщины)», размещённого на YouTube.

## Биография
Екатерина Яшникова родилась в Москве в семье конструктора-технолога по производству радиоэлектронной аппаратуры и преподавательницы английского языка. Петь и интересоваться музыкой начала ещё в детстве, поэтому в семь лет Екатерину Яшникову отдали в музыкальную школу (класс фортепиано). Параллельно занималась танцами, плаванием, английским и посещала кружок русской народной песни и пляски. Музыкальную школу оставила после двух лет обучения в пользу остальных занятий. В пятом классе перешла в школу с углублённым изучением предметов в области искусств № 1332. Профильным предметом в классе было актёрское мастерство. Екатерина Яшникова участвовала в школьных постановках, со спектаклем по произведениям Владимира Высоцкого ездила на международный конкурс юношеских спектаклей. Окончила школу с золотой медалью.
В 2008 году Екатерина поступила на факультет психологии МГУ, который окончила с красным дипломом. Прошла стажировку в Тринити-колледже в Дублине на факультетах психологии и философии. В 2014—2015 годах училась в аспирантуре МГУ, тема исследования — «Особенности восприятия лица в норме и патологии».
В 2014—2015 годах обучалась вокалу в театре «Фауст» при Московском авиационном институте. C 2014 по 2016 год работала в НЦПЗ младшим научным сотрудником, с 2016 по 2021 год — в детском центре развития психологом-педагогом. На данный момент Екатерина приняла решение уйти с работы и полностью посвятить себя творчеству.

## Творчество
Писать стихи и песни Екатерина начала ещё в школе. В 2000 году был зарегистрирован аккаунт на портале Стихи.ру.
Екатерина начала записывать свои первые песни а капелла на диктофон телефона. По совету друга начала учиться играть на гитаре. Создав канал на YouTube, Екатерина Яшникова стала выкладывать туда первые видео.
В 2014 году собрала группу Kanoka, в состав которой вошли её одноклассник Михаил Чередниченко (Майкл Калра) и Владимир Попков (Johnny). Под этим псевдонимом она выложила первую песню в социальной сети «ВКонтакте» под названием «Hurricane».
Первый концерт в составе группы Kanoka дала 19 октября 2014 года. Группа выступала вплоть до 2016 года, преимущественно с электронной танцевальной музыкой с авторскими текстами Екатерины на английском языке.
Параллельно Екатерина писала лиричные песни под гитару на русском языке под своим именем. Полноценная сольная карьера началась в 2016 году после выхода песни «Я останусь одна», которая внезапно стала вирусной. 8 марта 2016 года певица дала первый сольный концерт. Эта дата считается датой основания проекта «Екатерина Яшникова».
В 2017 году собрала первый состав музыкантов, многие из которых играют с ней по настоящее время.
Дебютный студийный альбом Екатерины под названием «10 кошек» вышел в 2019 году. В него включены 12 композиций. Песням было придано роковое звучание с элементами арт-рока и электронными экспериментами. Собрать средства для записи песен и создания альбома Екатерине помогла успешная кампания на платформе Planeta.ru.
В феврале 2019 года Екатерина подписала контракт с лейблом М2.
В сентябре 2020 года Екатерина выпустила клип на песню «Вернуться» производства кинокомпании Red Pepper Film. Этот клип благодаря зрительскому голосованию программы «12 злобных зрителей» попал в ротацию телеканала MTV Россия, а в ноябре 2020 года занял первое место на международном фестивале Moscow Shorts в номинации «Лучшее музыкальное видео».
Второй студийный альбом под названием «Пуля» вышел 14 мая 2021 года. 14 января был запущен сбор средств на выпуск этого альбома на краудфандинговой платформе Planeta.ru. Заявленная сумма была собрана в течение суток, а по итогам сбора была превышена в 2,5 раза. В альбом вошли 12 треков: 10 песен и 2 инструментальные композиции. 8 песен альбома являются авторскими. Две написаны на стихи классиков современной и «серебряной» русской поэзии: «Облака» (Борис Рыжий) и «Детские книги» (Осип Мандельштам) соответственно. Общее направление всему альбому дала песня «Пуля», к моменту выхода альбома набравшая более 2 млн просмотров на канале Екатерины в YouTube (по состоянию на октябрь 2023 г. — 4,1 млн просмотров). Альбом представляет собой музыкальную рок-историю из 10 композиций социальной тематики, вступительного и заключительного треков, а также 10 композиций, которые представляют собой монологи из интервью с жителями страны на тему социальных проблем, отражённых в тексте песен. Истории этих людей перекликаются с тематикой композиций и дополняют их, создавая, как отмечено в тизере выпускающего лейбла M2, «ещё более обширное, интересное и насыщенное смысловое поле, в котором слышатся отголоски проблем современной России». Физическое издание альбома представляет собой книгу с текстами, аккордами, историями создания и черновиками песен, а также фотографиями, снятыми специально для этого издания в заброшенных уголках России. Также в книге представлена полная стенография взятых Екатериной 12 интервью с жителями России, выдержки из которых слышны в дополнительных треках к песням альбома. Помимо книги и цифровых версий, альбом был выпущен на виниловых пластинках.
1 октября 2021 года вышел клип «Песня для соседа», съёмки которого проходили в Екатеринбурге. В нём появился бывший глава города Евгений Ройзман. Режиссёром клипа выступил Дмитрий Масейкин, снимавший клипы для рэперов Хаски («Крот 17»), Oxxxymiron («Стихи о неизвестном солдате») и для певицы Монеточки («Запорожец»). За само создание «Песни для соседа» отвечала киностудия Red Pepper Film, которая ранее сняла видеоклипы для Дельфина, «Мумий Тролль», Ивана Дорна, Noize MC, АИГЕЛ.
25 февраля 2022 года вышел третий студийный альбом, получивший название «В этой пустоте». В него вошло 10 лиричных песен в жанре инди-рок. Основная тематика альбома — невзаимная любовь и связанные с ней переживания.
7 октября 2022 года вышел четвёртый студийный альбом под названием «Подорожник». В него вошло 5 лиричных песен в жанре инди-рок и 3 стихотворения, озвученных Олегом Барабашом, Бранимиром и Олегом Ягодиным. Одна из песен является кавер-версией песни Янки Дягилевой «От большого ума».
30 апреля 2023 года на YouTube вышла live-версия всего альбома  Подорожник (live). В live-версии нет стихотворений (которые в студийной версии читают другие исполнители), но зато есть личные комментарии Екатерины к каждой песне. Данное видео было снято командой Red Pepper Film.
23 июня 2023 года вышел пятый студийный альбом «Неприемлемо». В него вошло 5 основных песен и один бонусный трек. Большинство песен являются уже вышедшими к моменту выхода альбома, однако, получили совершенно другое, непохожее исполнение по сравнению с первоначальными оригинальными версиями. Одна из песен «Я останусь одна» была записана совместно с известной российской певицей Алёной Швец. На песню «Смываюсь с тусы» вышел клип на YouTube, съёмки которого проходили в Санкт-Петербурге киностудией «SHILO Production».
25 сентября 2023 года состоялась премьера документального фильма «Громко и нежно» от режиссёра Кирилла Алехина на Okko (онлайн-кинотеатр) и в ВКонтакте, где 3-я серия полностью посвящена Екатерине Яшниковой.
27 октября 2023 года вышел шестой студийный альбом «Шорты». Особенность этого альбома заключается в относительно небольшой продолжительности всех песен (среднее время одной песни составляет приблизительно 73 секунды). Общее количество песен — 21.
6 декабря 2023 года в Москве состоялась презентация акустического сборника «Будущее», где Екатерина выступила с песней «Завтра». Данный сборник был записан совместно с HIMIA, пусть море, Ася Heim, In.spyral, Надюшка Бояджиева, Разрыв Йогурта, своими домыслами и др.
23 августа 2024 года вышел мини-альбом «Кончается лето».
13 декабря 2024 года вышел альбом «Хорошая», являющийся достаточно личным для исполнителя о восприятии себя в окружении других людей.

### Гастрольная деятельность
После того, как стала популярной песня «Я останусь одна», которая набрала в YouTube больше миллиона просмотров (по состоянию на сентябрь 2023 года — 2,8 млн просмотров), Екатерина стала выступать в Москве и Санкт-Петербурге. Начиная с 2017 года она дала пять туров по России и Украине, посетив около 40 различных городов, многие из которых — неоднократно. Среди них — Ростов-на-Дону, Казань, Тюмень, Белгород, Харьков, Самара, Уфа, Тверь и другие. В мае 2023 года Екатерина выступала с концертами за рубежом, посетив Грузию (Тбилиси), Черногорию (Будва) и Армению (Ереван).

### Поэтическая деятельность
Екатерина Яшникова участвовала в фестивале «Филатов-Фест» (неоднократно), Чемпионате поэзии им. В.Маяковского, поэтических конкурсах «Мцыри», «ЖЫвые поэты», «Городские рифмы», «Русские Рифмы».
В 2018 году стала членом жюри международного поэтического фестиваля «Всемирный День поэзии».
В 2019 году приняла участие в международном Собиновском фестивале.
Екатерина Яшникова является членом Союза литераторов России, где состоит и публикуется в сборниках секции «Кашалот».
В июне 2020 года Екатерина Яшникова приняла участие в 24-часовом поэтическом онлайн-марафоне Библиотек востока Москвы, в котором также участвовали 145 поэтов из 12 городов России.
В 2021 году Екатерина неоднократно принимала участие в «СТИХИйных вечерах» театра Мастерская Петра Фоменко.
Литературное признание
- 2-е место, фестиваль «Приношение». Всероссийский конкурс молодых поэтов им. Беллы Ахмадулиной (2017)[22].
- «Русские Рифмы». Победитель в номинации «поэзия», обладатель гран-при (2017)[23].
- «Филатов-Фест». Приз зрительских симпатий (2018)[24].
- Дипломант Грушинского фестиваля 2019[25], 2020[26] и 2021[27] годов.

### Поэтические сборники
У Екатерины вышло три поэтических сборника: «Посмотри на меня», «Что ты видишь?» и «Это всё о тебе», а также два аудиосборника стихотворений: «Навь», записанный совместно с Антоном Кирпиклассом, и «Это всё о тебе».
В 2018 году вышел 122-страничный поэтический сборник «Посмотри на меня», проиллюстрированный художницей Ann Johns.
В 2019 году в издательстве «МедиаЛира» был выпущен 145-страничный сборник Екатерины под названием «Что ты видишь?». В нём собраны стихотворения, написанные с 2014 года, тексты песен и несколько прозаических миниатюр. Стихотворения сопровождены фотоиллюстрациями Лены Даниловой.
Стихотворение Екатерины «Тепло» попало в сборник писательницы Стефании Даниловой «Стихи, какими они должны быть» в 2018 году.
В 2020 году стихотворения Екатерины «Одиночество из окон» и «Глупый голубь» вошли в антологию Стефании Даниловой об эпохе пандемии «Возврату не подлежит» (Таганрог: изд-во «Нюанс», 2020. — 206 с. — ISBN 978-5-98517-506-6).
В 2022 году вышел аудиосборник стихотворений «Эхо».
В 2022 году вышел поэтический сборник «Это всё о тебе».

### Благотворительные и просветительские проекты
- Участие в проекте «Турбина» независимого книжного магазина «МАРШАК» — написание и запись песни «Один» с использованием стихов 10-летней Аглаи Борковой.
- Участие в благотворительном концерте в поддержку фонда борьбы с лейкемией (февраль 2021)[28].
- Участие в благотворительном концерте в поддержку больных раком (апрель 2021)[29].
- Выступление с лекцией «Немного блогер: детали, без которых ваше видео не поедет» на Всероссийском поэтическом акселераторе «В профессии» (май 2021)[30].
- Участие в записи песни «Всё равно нулю» с целью сбора средств для благотворительного фонда «Вера», поддерживающего хосписы по всей России (февраль 2022)[31].
- Организация выпуска акустического сборника песен «Она», средства с прослушивания которого направляются в кризисный центр «Сёстры», помогающий женщинам, пережившим насилие. В записи сборника приняли участие два десятка представительниц российской инди-музыки, среди них — Екатерина Яшникова, Женя Любич, Masha Hima, Женя Ефимова, Саша Солнцева, Саша Шевцова, Василиса Кадина и многие другие (март 2024)[32].

## Дискография

### Альбомы

#### Студийные альбомы
- 2019 — «10 кошек»
- 2021 — «Пуля»
- 2022 — «Эхо» (аудиосборник стихотворений)
- 2022 — «В этой пустоте»
- 2022 — «В этой пустоте (Deluxe)»
- 2022 — «Подорожник»
- 2023 — «Шорты»
- 2024 — «Хорошая»

#### Сборники
- 2021 — «Турбина × Школа Маскелиаде», песня «Один»
- 2021 — «Снег. Эпилог»
- 2023 — «Будущее (Acoustic)», песня «Завтра — Acoustic»
- 2024 — «Она (Сборник в поддержку благотворительного центра „Сёстры“)», песня «Мы построим дом»

### Мини-альбомы
- 2018 — «Сохрани мою речь»
- 2020 — «Пять песен о любви»
- 2020 — «Пять песен не о любви»
- 2021 — «Я»
- 2023 — «Неприемлемо»
- 2024 — «Кончается лето»

### Синглы
- 2016 — «Партия в шахматы»
- 2020 — «Вернуться»
- 2020 — «Пуля»
- 2020 — «Хочется тепла»
- 2020 — «С той стороны»
- 2020 — «Любовь сильнее всего»
- 2020 — «Печаль моя светла»
- 2020 — «Вернуться (Remastered)»
- 2020 — «Дождь»
- 2020 — «Новый год»
- 2021 — «Снег (Целую)» (feat. «ГАФТ»)
- 2021 — «Снег (Никогда не кончится)» (feat. «ГАФТ»)
- 2021 — «Белая птица» (feat. Uma2rman)
- 2021 — «Один»
- 2021 — «Песня для соседа»
- 2021 — «Московское лето» (feat. «Середина»)
- 2022 — «Вернуться (From „Помни…“)»
- 2022 — «Солнечно-далеко» (feat. Константин Морев)
- 2022 — «Огоньки» (feat. «Середина»)
- 2022 — «Всё равно нулю» (feat. «ГАФТ», «Свидание», «Монти Механик», «Комсомольск», Наша Таня, Lurmish, Гребенщик, E-SEX-T)
- 2023 — «Таро» (feat. «ХПБ»)
- 2023 — «Смываюсь с тусы»
- 2023 — «Так будет лучше» (feat. «Зимавсегда»)
- 2024 — «Возьми свечу» (feat. «Зимавсегда», Гребенщик)
- 2024 — «Ты всё пела?» (feat. «ГАФТ»)
- 2024 — «Ты всё пела? (Acoustic)» (feat. «ГАФТ»)
- 2024 — «Время танцевать» (feat. «Нежность на бумаге»)
- 2025 — «Больно забывать» (feat. «ГАФТ»)
- 2025 — «Бежала-падала»
- 2025 — «Раунд» (feat. Кирилл Устинов)

### Участие в исполнении песен других исполнителей
- 2021 — «Рядом — Екатерина Яшникова Remix» (Антон Маскелиаде, альбом «Радий-226»)
- 2022 — «Солнечно-далеко» (Константин Морев, альбом «Песни со старой кассеты»)
- 2023 — «Ко мне» (PALC, мини-альбом «Снова осень»)
- 2023 — «Так будет лучше» («Зимавсегда», мини-альбом «8»)
- 2024 — «Возьми свечу» («Зимавсегда», мини-альбом «8, Pt. 2»)
- 2024 — «Почемучка» (mzlff, альбом «Светлая сторона»)
- 2024 — «Забудь о проблемах» (1501, сингл «Забудь о проблемах»)